# 3x3男子日本代表
3x3男子日本代表（スリー エックス スリーだんしにほんだいひょう、スリー エックス スリーだんしにっぽんだいひょう、英：Japan men's national 3x3 team）は、日本バスケットボール協会（JBA）によって編成され、国際大会に派遣される男子3x3（3人制バスケットボール）のナショナルチーム。愛称は3x3男女、5人制男女とも共通の「AKATSUKI JAPAN（アカツキ ジャパン）」。

## 歴史
2013年、FIBAアジアが初めて開催する3x3の公式大会・FIBAアジア3x3選手権（現FIBAアジア3x3カップ）に出場するため、ストリートボール経験者等を集めたセレクションを行って結成した。初代代表チームメンバーには青木康平、長谷川聖、長谷川武、池田千尋の4名が選出され、カタールのドーハで開催されたアジア選手権に出場。香港戦で国際大会初勝利をあげた。
翌2014年にもセレクションを行い第2回FIBA 3x3世界選手権に初出場。インドネシア戦で世界選手権初勝利をあげた。
2016年ワールドカップではトルコと中国を破って初の1大会2勝を記録した。
2018年のアジアカップでは3位決定戦でニュージーランドを破り、初めて銅メダルを獲得した。
3x3がオリンピックの正式競技となる2021年の東京オリンピックに、2014年から日本代表のベテラン落合知也、5人制日本代表経験もあるアイラ・ブラウン、米ネブラスカ大留学中の富永啓生、2021年3x3日本選手権大会MVP受賞の保岡龍斗でチームを組んで出場。競技初日は初戦でポーランドと対戦し、試合残り4分時点で9-16と7点差をつけられたが、残り7秒で追いつき18-18で2点先取のオーバータイムに突入。オーバータイムでは先に1点を取ったが逆転され19-20で敗れた。2戦目のベルギー戦も試合残り3分46秒時点で5-12と7点差をつけられていたが、残り23秒で追いつき2戦連続でオーバータイムに突入。オーバータイムは両チームとも疲労により得点を奪えない展開が続いたが、日本は富永のドライブでベルギーを崩して決勝点を奪い、18-16でオリンピック初勝利をあげた。競技2日目はオランダに20-21、ラトビアに18-21で敗れ、競技3日目はセルビアに11-21で完敗、ロシアにも16-19で敗れて4連敗で1勝5敗となり、この時点で予選リーグ最下位に転落。競技4日目、日本は予選最終戦の中国戦を21-16でノックアウト勝利して予選リーグ通算2勝5敗となり、ポーランドおよび中国と勝敗で並んだが、総得点数で上回って6位に浮上し、逆転で予選突破が決定した。決勝トーナメントでは予選3位のラトビアと対戦し、18-21で敗れて大会を終えた。

## 国際大会の成績

### オリンピック
| 年        | 成績 | 試合 | 勝 | 敗 | 備考                     | 選手                                        |
| --------- | ---- | ---- | -- | -- | ------------------------ | ------------------------------------------- |
| 2021 東京 | 6位  | 8    | 2  | 6  | 決勝トーナメント準々決勝 | 保岡龍斗 富永啓生 アイラ・ブラウン 落合知也 |

### FIBA3x3ワールドカップ
| 年                  | 成績 | 試合 | 勝 | 敗 | 備考                  | 選手                                          |
| ------------------- | ---- | ---- | -- | -- | --------------------- | --------------------------------------------- |
| 2014 モスクワ       |      | 5    | 1  | 4  | 予選ラウンド敗退      | 野元勇志 落合知也 鈴木慶太 高久順             |
| 2016 広州           | 11位 | 4    | 2  | 2  | 予選ラウンド敗退      | 小松昌弘 川内滉大 落合知也 鈴木慶太           |
| 2018 マニラ         | 14位 | 4    | 1  | 3  | 予選ラウンド敗退      | 小松昌弘 野呂竜比人 落合知也 鈴木慶太         |
| 2019 アムステルダム | 14位 | 4    | 2  | 2  | 予選ラウンド敗退      | 小林大祐 小松昌弘 落合知也 保岡龍斗           |
| 2022 アントワープ   | 19位 | 4    | 0  | 4  | 予選ラウンド敗退      | 佐土原遼 藤高宗一郎 保岡龍斗 落合知也         |
| 2023 ウィーン       | 12位 | 4    | 2  | 3  | 決勝トーナメント1回戦 | 佐土原遼 トーマス・ケネディ 保岡龍斗 落合知也 |

### FIBAアジア3x3カップ
| 年                  | 成績 | 試合 | 勝 | 敗 | 備考                     | 選手                                     |
| ------------------- | ---- | ---- | -- | -- | ------------------------ | ---------------------------------------- |
| 2013 ドーハ         |      | 3    | 1  | 2  | 予選ラウンド敗退         | 青木康平, 長谷川聖, 長谷川武, 池田千尋   |
| 2017 ウランバートル | 8位  | 3    | 1  | 2  | 決勝トーナメント準々決勝 | 比留木謙司, 小松昌弘, 落合知也, 川内滉大 |
| 2018 深圳           | 3位  | 5    | 3  | 2  | 3位決定戦勝利            | 小松昌弘, 野呂竜比人, 落合知也, 鈴木慶太 |
| 2019 長沙           | 7位  | 3    | 1  | 2  | 決勝トーナメント準々決勝 | 藤高宗一郎, 小林大祐, 杉浦佑成, 保岡龍斗 |
| 2022 シンガポール   | 5位  | 3    | 2  | 1  | 決勝トーナメント準々決勝 | 佐土原遼, 保岡龍斗,小松昌弘,落合知也     |
| 2023 シンガポール   | 12位 | 2    | 0  | 2  | 予選ラウンド敗退         | 改田拓哉,小澤崚,仲西佑起,落合知也        |

- 勝敗には予備予選の結果は含まれていない。

### アジア競技大会
| 年              | 成績 | 試合 | 勝 | 敗 | 備考                     | 選手                                              |
| --------------- | ---- | ---- | -- | -- | ------------------------ | ------------------------------------------------- |
| 2018 ジャカルタ | 5位  | 6    | 5  | 1  | 決勝トーナメント準々決勝 | 荒川颯, 松脇圭志, 宮越康槙, 杉本天昇              |
| 2023 杭州       |      |      |    |    |                          | オヌ太郎, 下川拓海, ジュウ イーサン龍英, 田中晴瑛 |

### 年代別代表の成績

#### U23ワールドカップ
- 2018 - 15位
- 2022 - 6位

#### U18ワールドカップ
- 2011 - 31位
- 2023 - 9位

#### U-18アジアカップ
- 2016 - 4位
- 2019 - 優勝
- 2022 - 優勝

## 現在の代表
2021年東京オリンピックに出場したメンバー。
- ディレクターコーチ　トーステン・ロイブル (公益財団法人日本バスケットボール協会)
- アソシエイトヘッドコーチ　長谷川誠 (秋田ノーザンハピネッツ株式会社)
- アスレチックトレーナー　岡本香織 (公益財団法人日本バスケットボール協会)
- マネージャー　阿部桃二香 (横浜エクセレンス)

| No. | 氏名             | 身長/体重 | 生年月日 | 所属 | 備考 |
| --- | ---------------- | --------- | -------- | ---- | ---- |
| 23  | 保岡龍斗         |           |          |      |      |
| 30  | 富永啓生         |           |          |      |      |
| 33  | アイラ・ブラウン |           |          |      |      |
| 91  | 落合知也         |           |          |      |      |

## ディレクターコーチ
代表チームの編成と練習指揮を行う（3x3ではコーチはベンチ入りしない）
- トーステン・ロイブル（2018年9月 - 2021年9月）